# Rafaï
Rafaï est une localité et une commune, chef-lieu de sous-préfecture de la préfecture du Mbomou en République centrafricaine.

## Géographie

### Localisation
La ville est située sur la rive gauche du Chinko, un affluent du Mbomou. C'est la première ville sur la RN 2 à bénéficier d'un bac pour traverser la rivière et non d'un pont comme les précédentes villes depuis Bangui.
Rafaï est située entre Bangassou et Zémio.
La commune de Rafaï, très étendue, est constituée de l'est de la préfecture du Mbomou. Elle est limitée au sud par la rivière Mbomou qui marque la frontière avec la république démocratique du Congo.
| Bakouma           | Yalinga   | Djémah |
| Voungba-Balifondo | Rafaï     | Zémio  |
| Zangandou         | Congo RDC |        |

### Villages
La commune est constituée de 48 villages en zone rurale recensés en 2003 : Agoumar 1, Agoumar 2, Arabes, Bagboula, Bandassi, Banima, Baradou, Barogo, Barroua, Bengba, Dagbia, Dembia (1 et 2), Derbissaka, Dinda, Dokpara, Drouaza, Entourage Sultan, Gangakourou, Gapia, Gbandi, Goula, Guembo, Guerkindo, Karmadar, Katambour, Kossa, Kpete, Kpiamou, Louete, Loungba, Louzia, Mangoupa, M'Biro, Miskine, Mission Catholique, Mission Ceee, Modoue, Mogba, Ngounza, Oumar, Sambara, Sangarigou, Sangouguia, Scieurs, Selim, Sottio, Tamanzia et Zongba.

## Histoire
Rafaï, la ville, tient son nom du sultan des Azandés, Rafaï, mort en juillet 1900. Son fils Hetman a gardé le nom éponyme de son père, en lui succédant, rompant avec la tradition du sultan, nouveau, de donner son propre nom, pérennisant ainsi celui de son père jusqu'à nos jour. Le lieutenant Charles de la Kéthulle de l'État indépendant du Congo, propriété personnelle de Léopold II, roi des Belges, a établi le 7 avril 1892 un poste à côté de la zeriba du sultan Rafaï. Après un peu moins de trois années de souveraineté belge, les Français, selon les traités de la conférence de Berlin, 1884-1885, récupèrent les territoires du la rive gauche du M'Bomou; en 1894, le gouverneur Liotard se chargeant d'en chasser les Belges. Le lieutenant français Vermot prend possession du poste le 9 février 1895, qui est rattaché aux territoires du Haut-Oubangui. Le 22 novembre 1908, le cercle de Rafaï est créé dans la région des Sultanats de la colonie française de l'Oubangui-Chari. En mars 1909, ce cercle devient une subdivision de la circonscription des Sultanats.
En 1899, la Société française des sultanats du Haut-Oubangui a des concessions étendues dans les sultanats de Rafaï, Zémio et Bangassou. En 1900, la France se retire du M'Bomou, ne conservant que le poste de Ouango.
En 1931, la société cotonnière Comouna installe une usine d'égrenage à Rafaï.
Après guerre, en 1946, la localité est chef-lieu de district de la région du Mbomou. Le 23 janvier 1961, la République centrafricaine indépendante, instaure la localité en chef-lieu de sous-préfecture du Mbomou.
Le 12 mars 2013, elle est prise sans combat par les membres de la Séléka, mettant en déroute les FACA qui se replient sur Zémio.

## Économie
La ville possède son aéroport : l'aéroport de Rafaï, au nord-ouest de la ville, de l'autre côté du Chinko, à proximité du village d'Agoumar. Il n'y a aucune industrie dans la ville. Les habitants sont presque tous agriculteurs.

## Éducation et santé
La commune compte cinq écoles recensées en 2015 : Rafaï Centre, Agoumar, école moderne de Selim, Dembia et Guerekindo.